# Rhamnus diamantiaca
Rhamnus diamantiaca là một loài thực vật có hoa trong họ Táo. Loài này được Nakai miêu tả khoa học đầu tiên năm 1917.